# Montana tianshanica
Montana tianshanica är en insektsart som först beskrevs av Boris Petrovich Uvarov 1933.  Montana tianshanica ingår i släktet Montana och familjen vårtbitare. Inga underarter finns listade i Catalogue of Life.